# La Mintzita
La Mintzita es una localidad del estado mexicano de Michoacán. Es parte del municipio de Morelia. Fue fundada el 16 de noviembre de 1948.

## Toponimia
El nombre «Mintzita» proviene del purépecha: mintsita. Su significado es «Corazón».

## Demografía
| Gráfica de evolución demográfica |
|                                  |

| Censo | Población |
| ----- | --------- |
| 1950  | 155       |
| 1960  | 172       |
| 1970  | 416       |
| 1980  | —         |
| 1990  | 501       |
| 2000  | 707       |
| 2010  | 1026      |
| 2020  | 1014      |